# Szczecinki nadskrzydłowe

Tułów muchówki z nadrodziny Muscoidea w widoku grzbietowym: szczecinki nadskrzydłowe oznaczone sa

Szczecinki nadskrzydłowe (łac. chaetae supraalares) – rodzaj szczecinek występujący na tułowiu muchówek.
Szczecinki te obecne są w liczbie od 1 do 4. Osadzone są na krawędzi śródplecza, tuż nad nasadą skrzydeł. Rozpoczynają się za płytką przedskrzydłową, a kończą przed guzem zaskrzydłowym.